# Strait Out of the Box

Capa do álbum.

Strait Out of the Box é um álbum de George Strait, lançado em 1995.